# Skuraty (rejon szarkowszczyński)
Skuraty – dawna kolonia. Tereny, na których leżała, znajdują się obecnie na Białorusi, w obwodzie witebskim, w rejonie szarkowszczyńskim, w sielsowiecie Radziuki.

## Historia
W czasach zaborów wieś w okręgu wiejskim Czeronka, w gminie Zalesie, w powiecie dzisieńskim, w guberni wileńskiej Imperium Rosyjskiego. Pod koniec XIX wieku należała do dóbr Czeronka, własność Oskierków.
W latach 1921–1945 wieś a następnie kolonia leżała w Polsce, w województwie wileńskim, w powiecie dziśnieńskim, w gminie Zalesie, a następnie w gminie Szarkowszczyzna.
Według Powszechnego Spisu Ludności z 1921 roku zamieszkiwały tu 81 osób, 4 były wyznania rzymskokatolickiego, 77 prawosławnego. Jednocześnie 3 mieszkańców zadeklarowało polską, 78 białoruską przynależność narodową. Było tu 17 budynków mieszkalnych. W 1931 w 18 domach zamieszkiwało 105 osób.
Wierni należeli do parafii rzymskokatolickiej i prawosławnej w Szarkowszczyźnie. Miejscowość podlegała pod Sąd Grodzki w Głębokiem i Okręgowy w Wilnie; właściwy urząd pocztowy mieścił się w Szarkowszczyźnie.